# 蒂弗頓
蒂弗頓（Tiverton）是英格蘭德文郡的一個城鎮，也是中德文的主要城鎮。2011年，蒂弗頓市區的人口有19,544人。蒂弗頓曾是英國西南部的工業中心之一。

## 友好城市
- 法國 希农